# Walter Gross (Musiker)
Walter Lloyd Gross (* 14. Juli 1909 in New York; † 27. November 1967 in Los Angeles) war ein amerikanischer Jazzmusiker (Pianist, Bandleader) und Komponist, der zahlreiche Popsongs komponierte, darunter 1946 „Tenderly.“

## Leben
Gross hatte als Pianist mit elf Jahren seinen ersten öffentlichen Auftritt. In den frühen 1930er Jahren wurde er professioneller Musiker und spielte Klavier in den Orchestern von Paul Whiteman, Tommy Dorsey und Raymond Scott, arbeitete dann aber als Studiomusiker bei CBS. Nach der Ableistung seines Militärdienstes wurde er 1946 bei Musicraft Records angestellt, wo er in Aufnahmesitzungen als Pianist, Arrangeur und Dirigent fungierte, unter anderem für Mel Tormé. In den 1950er Jahren zog er nach Kalifornien, wo er in den Studios arbeitete und gelegentlich auftrat. Als Pianist begleitete er unter anderem Maxine Sullivan und Alec Wilder.
1946 schrieb Jack Lawrence einen Text zu einer seiner Kompositionen, Tenderly. Der Song wurde bereits in der Originalversion von Sarah Vaughan zu einem kleineren Hit, entwickelte sich aber 1952 in der Interpretation von Rosemary Clooney zum Millionenseller. Weitere erfolgreiche Songs von ihm sind Your Love, I’m in a Fog about You, Mexican Moon und Just a Moon Ago.